# 坂梨哲士
坂梨 哲士（さかなし てつし、1971年8月23日 - ）は、NHKのアナウンサー。

## 人物
福岡県立筑紫丘高等学校を経て九州大学経済学部卒業後、1994年入局。
東京異動以降はスポーツ全般（特に野球）の実況を担当している。札幌局在籍時から他局への応援の実績も多く、2011年の日本シリーズでは第6戦の福岡からのラジオ中継を担当した。ちなみに坂梨自身の自宅は元々福岡にあり、札幌へは単身赴任していたという。因みにプロ野球中継中は「楽天」や「日本ハム」、「巨人」等の様に球団名ではなく「イーグルス」や「ファイターズ」、「ジャイアンツ」といった名称で積極的に伝える傾向がある。
高校野球では、2018年の第100回全国高等学校野球選手権記念大会の準々決勝で金足農業高校の劇的な逆転満塁サヨナラ2ランスクイズの実況を担当した。

## 現在の出演番組
- NHKプロ野球、高校野球他 スポーツ中継実況・リポート

## 過去の出演番組
熊本放送局時代
- 熊本県のニュース・中継 など

山口放送局時代
- 山口県のニュース・中継 など

東京アナウンス室時代（1度目）
- メジャーリーグ中継
- スポーツ&ニュース（工藤三郎の代理）
- あしたをつかめ 平成若者仕事図鑑 ナレーション

広島放送局時代
- 広島県・中国地方のニュース
- ひろしまニュース845
- ひろしまニュース645
- おはようひろしま

札幌放送局時代
- 北海道のニュース
- ロンドンオリンピック（男子マラソンをはじめとするラジオ実況、ジャパンコンソーシアムへの派遣による）
- 地方発 ドキュメンタリー（ナレーション・2013年5月14日）
- ソチオリンピック（スノーボード、スキージャンプ、アルペンスキーの実況を担当し、スキージャンプでは銅メダルを獲得した団体の実況を担当）
- ネットワークニュース北海道 - 隔週月曜日の「教えてファイターズ」コーナー担当

福岡放送局時代
- 福岡県・九州沖縄のニュース
- ニュース845福岡
- はっけんラジオ
- おはよう九州沖縄
- マイあさラジオ九州沖縄
- 2016年4月の熊本地震発生後、大分放送局に応援で派遣され、災害情報を中心にローカルニュースを担当した。

大阪放送局時代
- 関西地方のニュース
- 第104回全国高等学校野球選手権大会決勝戦（2022年8月22日） - 実況
- 第29回全国都道府県対抗男子駅伝（2024年1月21日）- 第一中継車リポート・優勝チームインタビュー

## 同期のアナウンサー
久保純子、小田切千、三上弥、髙橋美鈴、三橋大樹、石井麻由子、品田絵美　ほか